# Lamelliposthia rubropunctata
Lamelliposthia rubropunctata is een soort in de taxonomische indeling van de platwormen (Platyhelminthes). De worm is tweeslachtig en kan zowel mannelijke als vrouwelijke geslachtscellen produceren. De soort leeft in zeer vochtige omstandigheden. 
De platworm komt uit het geslacht Lamelliposthia. Lamelliposthia rubropunctata werd in 1932 beschreven door Steinbock.